# Power Rangers: Battle for the Grid
Power Rangers: Battle for the Grid es un juego de lucha creado por el desarrollador de juegos nWay, con sede en San Francisco, que presenta personajes de la franquicia de Power Rangers. Fue lanzado digitalmente para Xbox One y Nintendo Switch el 26 de marzo de 2019, para PlayStation 4 el 2 de abril de 2019, para Microsoft Windows el 24 de septiembre de 2019 y para Stadia el 1 de junio de 2020. Limited Run Games lanzó un físico estándar versión en Switch y PlayStation 4 junto con una Mega Edition más cara en noviembre de 2019.

## Argumento
Basado en el cómic "The Shattered Grid" el juego presenta a Lord Drakkon, una versión maligna de Tommy Oliver de un futuro alternativo que eligió mantenerse fiel a Rita Repulsa, el cual destruyo a la misma y a los rangers de su tiempo a excepción de Kimberly Hart quien sería la Ranger Slayer bajo su control. El objetivo de Drakkon es robar todos los poderes de los Power Rangers de la existencia para reescribir la historia y conquistarla. En el presente, y tras la desaparición del Tommy actual a manos de Drakkon, Zordon y Jen Scotts, la Time Force Pink Ranger deciden reclutar Rangers para derrotar al villano y salvar las dimensiones, a ellos se les une la Ranger Slayer, convencida por su propia contraparte del presente.

## Personajes
| Personaje              | Ranger                                  | Serie                            | Disponibilidad             |
| ---------------------- | --------------------------------------- | -------------------------------- | -------------------------- |
| Jason Lee Scott        | Tyrannosaurus Red Ranger                | Mighty Morphin Power Rangers     | Por defecto                |
| Kimberly Hart          | Pterodactyl Pink Ranger                 | Mighty Morphin Power Rangers     | DLC Digital Collector Pack |
| Kimberly Hart          | Ranger Slayer                           | MMPR: Shattered Grid             | Por defecto                |
| Trini Kwan             | Sabretooth Yellow Ranger (Dragon Armor) | MMPR Comics                      | Update 1                   |
| Tommy Oliver           | Dragonzord Green Ranger                 | Mighty Morphin Power Rangers     | Por defecto                |
| Tommy Oliver           | Tigerzord White Ranger                  | Mighty Morphin Power Rangers     | DLC Season 2               |
| Goldar                 |                                         | Mighty Morphin Power Rangers     | Por defecto                |
| Scorpina               |                                         | Mighty Morphin Power Rangers     | DLC Season 3               |
| Lord Zedd              |                                         | Mighty Morphin Power Rangers     | DLC Season 1               |
| Trey de Triforia       | Zeo Gold Ranger                         | Power Rangers Zeo                | DLC Season 1               |
| Mike Corbett           | Magna Defender                          | Power Rangers Lost Galaxy        | Por defecto                |
| Jen Scotts             | Time Force Pink Ranger                  | Power Rangers Time Force         | DLC Season 1               |
| Eric Myers             | Quantum Ranger                          | Power Rangers Time Force         | DLC Season 2               |
| Anubis "Doggie" Cruger | Shadow Ranger                           | Power Rangers S.P.D.             | DLC Season 2               |
| Kat Manx               | Kat Ranger                              | Power Rangers S.P.D              | Por defecto                |
| Udonna                 | Mystic White Ranger                     | Power Rangers Mystic Force       | Update 1                   |
| Robert "RJ" James      | Wolf Purple Ranger                      | Power Rangers Jungle Fury        | DLC Season 3               |
| Dai Shi - Jarrod       | Black Lion Warrior                      | Power Rangers Jungle Fury        | DLC Season 2               |
| Lauren Shiba           | Samurai Red Ranger                      | Power Rangers Samurai            | DLC Season 3               |
| Gia Moran              | Super Megaforce Yellow Ranger           | Power Rangers Super Megaforce    | Por defecto                |
| Billy Cranston         | Cenozoic Triceratops Blue Ranger        | Power Rangers (película de 2017) | Update 1                   |
| Mastodon Sentry        |                                         | MMPR Comics                      | Por defecto                |
| Lord Drakkon           |                                         | MMPR Comics                      | Por defecto                |
| Ryu                    | Crimson Hawk Ranger                     | Street Fighter                   | DLC Street Fighter Pack    |
| Chun-Li                | Blue Phoenix Ranger                     | Street Fighter                   | DLC Street Fighter Pack    |

| Personaje        | Serie                        |
| ---------------- | ---------------------------- |
| Dino Megazord    | Mighty Morphin Power Rangers |
| Dragonzord       | Mighty Morphin Power Rangers |
| Mega Goldar      | Mighty Morphin Power Rangers |
| SPD Megazord     | Power Rangers S.P.D.         |
| Samurai Megazord | Power Rangers Samurai        |

## Recepción
Power Rangers Battle for the Grid originalmente recibió críticas mixtas, y los críticos elogiaron el juego pero criticaron la presentación y la falta de contenido en el lanzamiento. IGN le dio al juego una calificación de 6.8, elogió el sistema de lucha y la mecánica de las etiquetas, pero criticó los gráficos, falta de modos y personajes. Mike Fahey de Kotaku también criticó la lista de lanzamiento, pero elogió la accesibilidad de la mecánica de lucha para los jugadores en varios niveles de habilidad. Screen Rant elogió el juego por usar el sistema de lucha de equipo de Marvel vs Capcom mientras agregando nuevas características como el movimiento de assist-takeover. También criticaron la falta de personajes, la historia inexistente y destacaron el hecho de que para un juego que celebraba 25 años de Power Rangers, solo presentaba personajes de cuatro series en el lanzamiento.
Actualmente debido a las numerosas actualizaciones gratuitas y a sus pases de temporada el juego es elogiado entre los jugadores profesionales por su excelente calidad y por la simpleza de sus controles.